# Éditions Libre Expression
 (juin 2017).
 (juin 2017).
Si vous disposez d'ouvrages ou d'articles de référence ou si vous connaissez des sites web de qualité traitant du thème abordé ici, merci de compléter l'article en donnant les références utiles à sa vérifiabilité et en les liant à la section « Notes et références ».
 (août 2017).
Améliorez-le ou discutez des points à vérifier. 
Les Éditions Libre Expression sont une maison d'édition québécoise faisant partie du Groupe Librex, propriété de Québecor. Elles ont été fondées en 1976 à Montréal par Alain Stanké.
Elles sont dirigées par Johanne Guay.
Libre Expression fut aussi l'un des grands clients de l'Imprimerie Gagné, où la majorité de ses livres étaient imprimés.

## Emplacements de la maison
Au cours de leur histoire, les Éditions Libre Expression ont été situées à huit endroits :
- 1115, Rue Sherbrooke Ouest
- 1625, boulevard de Maisonneuve Ouest
- 1432, rue de la Montagne
- 244, rue Saint-Jacques Est
- 2016, rue Saint-Hubert
- 7, chemin Bates (Outremont)
- 1055, boulevard René-Lévesque Est
- 1445 rue Frontenac

## Historique
Les Éditions Libre Expression ont été fondées en 1976 par Alain Stanké, propriétaire des Éditions internationales Alain Stanké Ltée, qui, deux années après sa création, a cédé les actions des Éditions Libre Expression à Éric Ghedin et André Bastien.
Leur première publication, en novembre 1976, Cordélia ou la lampe dans la fenêtre de Pauline Cadieux, a marqué les débuts de la société. Dès sa parution, l'ouvrage connaît un succès de vente, et est adapté en 1980 par le cinéaste Jean Beaudin dans le film québécois Cordélia. Le film « décuple les ventes » du livre.

### Catalogue
Les publications des éditions ont reçu plusieurs prix, dont quatre prix du Gouverneur général.[réf. souhaitée]
Les éditions proposent une variété de livres : fiction, ouvrages pratiques, beaux livres, ouvrages savants, témoignages, etc., et en particulier, les biographies. L'intérêt pour ce genre littéraire vaut à Libre Expression sa première collaboration avec Arlette Cousture : en 1982 paraît sous sa plume la biographie de Claude Saint-Jean sous le titre Aussi vrai qu’il y a du soleil derrière les nuages. Dix ans plus tard suivra la publication de Ces enfants d’ailleurs, puis la réédition des Filles de Caleb et de nombreux autres romans d’Arlette Cousture.
La maison d’édition accorde aussi une priorité aux sagas romanesques. Les ouvrages historiques et les beaux livres figurent également dans le catalogue.

### De nécessaires et bénéfiques alliances
Très tôt dans l’histoire des Éditions Libre Expression, les fondateurs ont recherché d’utiles alliances pour affermir leur emprise sur le marché du livre dans un contexte où le changement était la règle. La publication en coédition en 1980 de Maria Chapdelaine, de Louis Hémon, illustré par Clarence Gagnon, presque identique à la version originale de 1933 des Éditions Mornay, allait marquer le début d’une importante collaboration entre les Éditions Art Global, créées par Ara Kermoyan, et les Éditions Libre Expression. Dans cette quête pour conquérir une plus large part du marché, les Éditions Libre Expression ont conclu en 1983 une entente majeure avec le deuxième groupe français d’édition d’alors, le Groupe des Presses de la Cité, en entrant au capital-actions de leur filiale canadienne, Diffusion franco-canadienne Les Presses de la Cité – ce qui marque une diversification de leur activité dans le secteur de la distribution – et en obtenant un droit de premier refus pour la publication au Canada de tous les ouvrages des Presses de la Cité.
Pour faire face aux nouveaux défis qui se présentaient à eux, les fondateurs des Éditions Libre Expression ont dû faire appel à de nouveaux et nombreux collaborateurs. La plus importante a été Johanne Guay, ex-directrice générale de l’Association nationale des éditeurs de livres (ANEL), dont Carole Levert avait assuré la présidence de 1986 à 1990. Johanne Guay s’est vu confier en 1992, outre la direction générale, la vente des droits des ouvrages des Éditions Libre Expression à l’étranger, la conclusion des ententes entre la maison et ses auteurs et la commercialisation des ouvrages au Canada. De concert avec André Bastien, elle a recruté un autre ouvrier de la première heure, Jean Baril, qui a pris sous sa responsabilité les activités liées à la commercialisation.

### Évolutions
L’année 1994 représente une période charnière dans l’histoire des Éditions Libre Expression. Sous l’impulsion de Johanne Guay, la société a conclu un accord avec le groupe britannique Dorling Kindersley pour la publication au Canada des Guides Voir. La même année, le grand groupe de communication Québecor entrait au capital-actions des Éditions Libre Expression à hauteur de 50 %. Déjà en 1986, les actionnaires de la maison d’édition avaient cédé à Québecor leurs actions dans Diffusion franco-canadienne Les Presses de la Cité et signé un contrat de distribution de leurs ouvrages avec une filiale du groupe. L’entrée de Québecor au capital-actions des Éditions Libre Expression s’inscrivait dans la logique de l’action entreprise pour assurer la pérennité de l’œuvre commencée en 1976.
En 2000, les cofondateurs cédaient l’ensemble de leurs participations financières à Quebecor pour permettre aux Éditions Libre Expression de prendre place pleinement au sein d’un grand groupe de communication et de bénéficier de tous les avantages de la convergence avec divers médias apparentés, au bénéfice des auteurs. Dans la foulée de cette transaction, Johanne Guay était nommée présidente des Éditions Libre Expression, Carole Levert (jusqu’à son décès en 2005) et André Bastien demeurant au sein de l’entreprise à titre d’éditeurs.
Pour André Bastien, qui s’était fait le promoteur dès 1994 du rapprochement avec Québecor, cette entente s’avérait nécessaire face aux changements qui se profilaient à l’horizon. L’émergence de géants dans le secteur des médias, l’envahissement du quotidien par de nouveaux outils de communication et la croissance spectaculaire d’Internet poseraient des défis de taille aux petites entreprises d’édition soucieuses de promouvoir le travail de leurs auteurs.

## Quelques auteurs publiés
- Suzanne Aubry
- Guillaume Corbeil
- Arlette Cousture
- Hervé Gagnon
- Michel Jean
- Josélito Michaud
- Kim Thúy